# 黄羊河街道
黄羊河街道，是中华人民共和国甘肃省武威市凉州区下辖的一个乡镇级行政单位。

## 行政区划
黄羊河街道下辖以下地区：
黄羊河农场虚拟社区。